# 1460 Haltia
Az 1460 Haltia (ideiglenes jelöléssel 1937 WC) a Naprendszer kisbolygóövében található aszteroida. Yrjö Väisälä fedezte fel 1937. november 24-én, Turkuban.